# Christian Eriksen
Christian Dannemann Eriksen (ur. 14 lutego 1992 w Middelfarcie) – duński piłkarz, występujący na pozycji pomocnika w reprezentacji Danii. Półfinalista Mistrzostw Europy 2020. Uczestnik Mistrzostw Świata 2010, 2018 i 2022 oraz Mistrzostw Europy 2012, 2020 i 2024

## Kariera klubowa

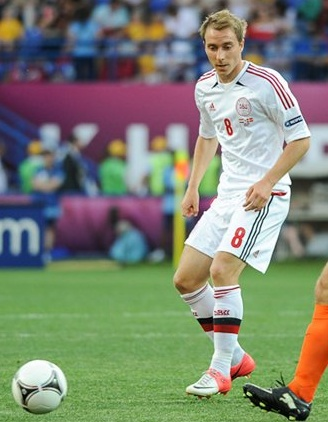
Eriksen podczas meczu Mistrzostw Europy w Piłce Nożnej 2012 z reprezentacją Holandii

### Wczesne lata
Piłkarską karierę rozpoczynał jako junior małego klubu, Middelfart G&BK, do którego trafił, mając trzy lata. W 2005 przeszedł do jednego z czołowych duńskich klubów, Odense Boldklub, w którym grał w zespole juniorów.

### Ajax
W styczniu 2009 jego talent dostrzegli skauci Ajaxu, pierwszy rok spędził w zespole juniorów. W połowie sezonu 2009/10, kiedy to Ajax grał sparingi, Eriksen dostawał w tych meczach szansę na grę w pierwszym zespole. Zrobił takie wrażenie, że już w pierwszej kolejce drugiej części sezonu grał w pierwszej „jedenastce” w meczu z NAC Bredą. W kolejnych trzech meczach wchodził na boisko tylko na kilka minut, następne trzy mecze rozpoczynał w wyjściowym składzie i w tym trzecim zaliczył nawet asystę, zagrał również w Lidze Europejskiej przeciwko Juventusowi. Po kilku meczach zainteresowały się nim kluby: Arsenal F.C., FC Barcelona i Borussia Dortmund.

### Tottenham
30 sierpnia 2013 podpisał kontrakt z Tottenhamem na kwotę 12,9 mln euro. Pierwszego gola dla klubu zdobył 19 września w meczu Ligi Europy przeciwko Tromsø IL.

### Inter Mediolan
28 stycznia 2020 podpisał 4,5-letni kontrakt z Interem Mediolan. Zadebiutował w klubie 29 stycznia w meczu Pucharu Włoch przeciwko klubowi ACF Fiorentina, wchodząc na boisko w 66. minucie meczu. 17 grudnia 2021 rozwiązał kontrakt.

### Brentford F.C.
31 stycznia 2022 podpisał kontrakt z Brentford F.C. na pół roku. 26 lutego zadebiutował w Brentford F.C. w przegranym meczu 0-2 z Newcastle United F.C. 2 kwietnia strzelił swoją pierwszą bramkę w barwach Brentfordu F.C. w wygranym meczu 1-4 z Chelsea F.C.

### Manchester United
15 lipca 2022 Manchester United ogłosił pozyskanie Eriksena w ramach wolnego transferu. Duńczyk podpisał z United 3-letni kontrakt do 30 czerwca 2025. W nowym klubie zadebiutował 7 sierpnia 2022 roku w przegranym 1:2 meczu przeciwko Brighton & Hove Albion, rozgrywając całe spotkanie. Pierwszą bramkę dla Manchesteru United zdobył 13 listopada 2022 roku w wygranym 1:2 spotkaniu przeciwko Fulham. 25 maja 2025 roku ogłoszono, że wraz z końcem sezonu 2024/2025 Christian Eriksen odejdzie z klubu jako wolny agent.

## Kariera reprezentacyjna
Występował w juniorskich i młodzieżowych kadrach Danii w kategorii U-17, U-18, U-19 oraz U-21.
3 marca 2010 zadebiutował w seniorskiej reprezentacji Danii prowadzonej przez Mortena Olsena w meczu towarzyskim z Austrią (1:2). Pojawił się na boisku w 57. minucie, zastępując Daniela Jensena. Wraz z drużyną narodową wystąpił na turniejach finałowych Mistrzostw Świata w 2010 i 2018 oraz Mistrzostw Europy w 2012 i 2021.
12 czerwca 2021 podczas meczu fazy grupowej UEFA Euro 2020 z reprezentacją Finlandii stracił przytomność, doznał nagłego zatrzymania krążenia i upadł na murawę. Został poddany reanimacji, a następnie przetransportowany do szpitala. Jego stan określono jako stabilny. 18 czerwca przekazano, że został mu wszczepiony kardiowerter-defibrylator serca i opuścił szpital.
Powrócił do międzynarodowego futbolu 26 marca 2022 roku wchodząc w przerwie po przegranej 2:4 z Holandią i strzelając dwie minuty po powrocie w 47. minucie meczu. Znalazł się w kadrze na Mistrzostwa Świata 2022 w Katarze, grając w każdej minucie we wszystkich spotkaniach, która zajęła ostatnie miejsce w grupie D. Znalazł się w kadrze na Mistrzostwa Europy 2024 w Niemczech, strzelił gola w pierwszym meczu Danii w grupie C ze Słowenią, który zakończył się remisem 1:1.

## Statystyki

### Klubowe
(aktualne na 25 maja 2025)
| Klub               | Sezon              | Liga               | Liga  | Liga   | Puchar kraju | Puchar kraju | Puchar ligi | Puchar ligi | Europa | Europa | Inne1 | Inne1  | Suma  | Suma   |
| Klub               | Sezon              | Liga               | Mecze | Bramki | Mecze        | Bramki       | Mecze       | Bramki      | Mecze  | Bramki | Mecze | Bramki | Mecze | Bramki |
| ------------------ | ------------------ | ------------------ | ----- | ------ | ------------ | ------------ | ----------- | ----------- | ------ | ------ | ----- | ------ | ----- | ------ |
| AFC Ajax           | 2009/2010          | Eredivisie         | 15    | 0      | 4            | 1            | –           | –           | 2      | 0      | –     | –      | 21    | 1      |
| AFC Ajax           | 2010/2011          | Eredivisie         | 28    | 6      | 6            | 1            | –           | –           | 12     | 1      | 1     | 0      | 47    | 8      |
| AFC Ajax           | 2011/2012          | Eredivisie         | 33    | 7      | 2            | 0            | –           | –           | 8      | 1      | 1     | 0      | 44    | 8      |
| AFC Ajax           | 2012/2013          | Eredivisie         | 33    | 10     | 4            | 2            | –           | –           | 8      | 1      | –     | –      | 45    | 13     |
| AFC Ajax           | 2013/2014          | Eredivisie         | 4     | 2      | –            | –            | –           | –           | –      | –      | 1     | 0      | 5     | 2      |
| AFC Ajax           | Ogólnie            | Ogólnie            | 113   | 25     | 16           | 4            | 0           | 0           | 30     | 3      | 3     | 0      | 162   | 32     |
| Tottenham Hotspur  | 2013/2014          | Premier League     | 25    | 7      | 1            | 0            | 1           | 0           | 9      | 3      | –     | –      | 36    | 10     |
| Tottenham Hotspur  | 2014/2015          | Premier League     | 38    | 10     | 2            | 0            | 4           | 2           | 4      | 0      | –     | –      | 48    | 12     |
| Tottenham Hotspur  | 2015/2016          | Premier League     | 35    | 6      | 4            | 1            | 1           | 0           | 7      | 1      | –     | –      | 47    | 8      |
| Tottenham Hotspur  | 2016/2017          | Premier League     | 36    | 8      | 3            | 1            | 1           | 2           | 8      | 1      | –     | –      | 48    | 12     |
| Tottenham Hotspur  | 2017/2018          | Premier League     | 37    | 10     | 3            | 2            | 1           | 0           | 6      | 2      | –     | –      | 47    | 14     |
| Tottenham Hotspur  | 2018/2019          | Premier League     | 35    | 8      | 0            | 0            | 4           | 0           | 12     | 2      | –     | –      | 51    | 10     |
| Tottenham Hotspur  | 2019/2020          | Premier League     | 20    | 2      | 2            | 0            | 1           | 0           | 5      | 1      | –     | –      | 28    | 3      |
| Tottenham Hotspur  | Ogólnie            | Ogólnie            | 226   | 51     | 15           | 4            | 13          | 4           | 51     | 10     | 0     | 0      | 305   | 69     |
| Inter Mediolan     | 2019/2020          | Serie A            | 17    | 1      | 3            | 1            | –           | –           | 6      | 2      | –     | –      | 26    | 4      |
| Inter Mediolan     | 2020/2021          | Serie A            | 26    | 3      | 4            | 1            | –           | –           | 4      | 0      | –     | –      | 34    | 4      |
| Inter Mediolan     | 2021/2022          | Serie A            | 0     | 0      | 0            | 0            | –           | –           | 0      | 0      | 0     | 0      | 0     | 0      |
| Inter Mediolan     | Ogólnie            | Ogólnie            | 43    | 4      | 7            | 2            | 0           | 0           | 10     | 2      | 0     | 0      | 60    | 8      |
| Brentford          | 2021/2022          | Premier League     | 11    | 1      | 0            | 0            | –           | –           | –      | –      | –     | –      | 11    | 1      |
| Manchester United  | 2022/2023          | Premier League     | 28    | 1      | 4            | 0            | 4           | 1           | 8      | 0      | –     | –      | 44    | 2      |
| Manchester United  | 2023/2024          | Premier League     | 22    | 1      | 2            | 0            | 0           | 0           | 4      | 0      | –     | –      | 28    | 1      |
| Manchester United  | 2024/2025          | Premier League     | 22    | 1      | 1            | 0            | 2           | 2           | 9      | 2      | 0     | 0      | 34    | 5      |
| Manchester United  | Ogólnie            | Ogólnie            | 72    | 3      | 7            | 0            | 6           | 3           | 21     | 2      | 0     | 0      | 106   | 8      |
| Ogólnie w karierze | Ogólnie w karierze | Ogólnie w karierze | 465   | 84     | 45           | 10           | 19          | 7           | 112    | 17     | 3     | 0      | 645   | 118    |

1(Superpuchar Holandii, Superpuchar Włoch)

### Reprezentacyjne
(aktualne na 17 października 2023)
| Reprezentacja | Rok     | Mecze | Bramki |
| ------------- | ------- | ----- | ------ |
| Dania         | 2010    | 10    | 0      |
| Dania         | 2011    | 10    | 2      |
| Dania         | 2012    | 11    | 0      |
| Dania         | 2013    | 11    | 2      |
| Dania         | 2014    | 7     | 1      |
| Dania         | 2015    | 8     | 1      |
| Dania         | 2016    | 9     | 6      |
| Dania         | 2017    | 9     | 9      |
| Dania         | 2018    | 10    | 4      |
| Dania         | 2019    | 10    | 6      |
| Dania         | 2020    | 8     | 5      |
| Dania         | 2021    | 6     | 0      |
| Dania         | 2022    | 11    | 3      |
| Dania         | 2023    | 6     | 1      |
| Ogólnie       | Ogólnie | 126   | 40     |

## Sukcesy

### AFC Ajax
- Mistrzostwo Holandii: 2010/2011, 2011/2012, 2012/2013
- Puchar Holandii: 2009/2010
- Superpuchar Holandii: 2013

### Inter Mediolan
- Mistrzostwo Włoch: 2020/2021

### Manchester United
- Puchar Anglii: 2023/2024
- Puchar Ligi: 2022/2023

### Wyróżnienia
- Talent roku w AFC Ajax: 2011
- Talent roku w Danii U-17: 2008
- Talent roku w Danii: 2010, 2011
- Piłkarz roku w Danii: 2013, 2014, 2015, 2018
- Gracz roku w Tottenham Hotspur: 2013/14, 2016/17
- Drużyna Roku PFA w Premier League: 2017/18